# BR-470
La BR-470 es una carretera de conexión en el sur de Brasil. Su proyecto oficial incluye 472.3 km entre Navegantes-SC y Camaquã-RS.
El camino es de gran importancia para Brasil, ya que pasa a través de áreas de gran importancia económica, primero en el estado de Santa Catarina, conectando ciudades como Itajaí, Blumenau, Rio do Sul, Curitibanos y Campos Novos, desde allí curvándose hacia Rio Grande do Sur, donde pasa por ciudades como Bento Gonçalves, Veranópolis y Montenegro.
Es principalmente una carretera de un solo carril, importante histórica y económicamente para la conexión de la meseta y el oeste de Santa Catarina con la costa. Es la principal "arteria" del Valle de Itajaí y también una de las principales rutas de acceso al Puerto de Itajaí (el principal puerto de la región, siendo el segundo más grande del país en manejo de contenedores, actuando como un puerto de exportación y drenando casi todo el producción estatal, donde los principales productos exportados son madera, pisos de cerámica, maquinaria, azúcar, papel y tabaco, además de productos importados como trigo, productos químicos, motores y textiles) y el aeropuerto de Navegantes (el más grande del estado) Santa Catarina, también de gran importancia turística). Actualmente, se duplican 73 km de carreteras en la sección más importante y concurrida, entre los centros urbanos de Navegantes, Gaspar, Blumenau e Indaial, donde se concentran las industrias de tejidos, cristales, porcelana y metalmecánica del estado. La finalización de la duplicación tendrá que ver con un gran aumento en la capacidad logística y económica de las ciudades, el Puerto de Itajaí, el Aeropuerto de Navegantes y en el flujo de producción desde el oeste del estado y parte de la Serra Catarinense.
Tiene tramos sinuosos y mal señalizados en el estado de Santa Catarina, así como áreas no pavimentadas o inexistentes en Rio Grande do Sul. También hay riesgos en el ascenso y descenso de Serra Geral, entre Pouso Redondo y el acceso a Otacílio Costa (SC), tramo conocido como Serra da Santinha en el que muchos vehículos sufren accidentes. En el tramo que comprende Veranópolis y Bento Gonçalves, conocido como Serra das Antas, hay un intenso tráfico de vehículos lentos (camiones cargados la mayor parte del tiempo) que se alían a los pocos puntos de adelantamiento y las condiciones precarias del asfalto terminan dejando el tráfico lento. También hay una falta de hombro en este tramo, ya que las pocas áreas de escape que existieron finalmente se utilizaron para construir terceros carriles, con el fin de aliviar un poco el tráfico del lugar.
Ciudades importantes cercanas a la autopista: Itajaí, Blumenau, Timbó, Indaial, Ibirama, Rio do Sul, Curitibanos, Campos Novos (en Santa Catarina). Lagoa Vermelha, Bento Gonçalves, Montenegro, Camaquã (en Rio Grande do Sul)

## Duplicación
Dilma Rousseff prometió en 2011 la duplicación de 73 km de la carretera, entre Indaial y Navegantes, además de la concesión al sector privado del tramo de Santa Catarina. El trabajo comenzó solo en 2013, y tenía poco más de 9 km duplicados entregados, solo en 2019, bajo el gobierno de Jair Bolsonaro. Los primeros 8 km de pista se lanzaron en junio de 2019, del km 22 al km 30, entre los municipios de Ilhota y Gaspar. En agosto de 2019, se entregaron 1.3 km entre 0.00 y 18.61 km, entre Navegantes e Ilhota. La expectativa es entregar los 73 km duplicados en 2022.
Con la entrega del Mafisa Clover (uno de los tramos más complicados y costosos del proyecto), en agosto de 2020 ya se habían liberado 23,8 km de duplicaciones.